# Shtriga
Een shtriga is een heks die eigenschappen deelt met een vampier, oorspronkelijk stammend uit Albanese folkloristische verhalen. Ze zou 's nachts het bloed van baby's drinken en zichzelf kunnen veranderen in een insect (doorgaans een mot, vlieg of bij). Soms zijn ook volwassenen het doelwit. Slachtoffers worden na een aanval ziek en zijn ten dode opgeschreven, tenzij de shtriga zelf ze geneest. Dit kan ze doen door in hun mond te spugen.
Een shtriga wordt doorgaans voorgesteld als een vrouwelijk mensachtig wezen, vaak oud, met een vale huid en bleke blauwe ogen. Soms draagt ze een cape of een mantel. Een mannelijke versie van een shtriga heet shtrigu of shtrigan. Het wezen heeft verschillende bovennatuurlijke vermogens, waaronder het boze oog.
De shtriga komt ook voor in katholieke en islamitische legenden. Er bestaat een scala aan verschillende methoden die zouden helpen ter verdediging tegen een shtriga of om te voorkomen dat iemand een shtriga wordt, afhankelijk van regio en geloofsovertuiging.

## In film en televisie
De shtriga komt voor in afleveringen van verschillende televisieseries:
- Supernatural: in de achttiende afleveringen van het eerste seizoen (getiteld Something Wicked) komt een versie van het wezen voor (2006).[1]
- Lost Girl: in de veertiende aflevering van seizoen vijf  (getiteld Follow the Yellow Trick Road) wordt een van de personages het slachtoffer van een shtriga (2015).[2]
- Legends of Tomorrow: in aflevering vier van seizoen vier (getiteld Wet Hot American Bummer) krijgen de personages te maken met een shtriga op een zomerkamp voor kinderen (2018).[3]
- The Witcher : in de derde aflevering van het eerste seizoen (getiteld Betrayer Moon) neemt hoofdpersonage Geralt van Rivia het op tegen een shtriga (2019).[4]